# Noel Marshall
Noel Bangert (Chicago, Illinois, 18 de abril de 1931-Santa Mónica, California, 30 de junio de 2010), mejor conocido por su nombre artístico Noel Marshall, fue un productor, director y actor estadounidense. Se mudó a Hollywood, California, en la década de 1950, y comenzó a participar en la producción de varias de películas, incluida El exorcista de William Peter Blatty.
En la década de 1970, Marshall y su familia, su esposa, Tippi Hedren, su hijastra, Melanie Griffith, y dos de sus hijos, John y Jerry, comenzaron la producción de Roar (1981), que es famosa por sus 11 años de producción y 3 años de rodaje plagados de accidentes en medio de la producción, daños causados en el set y contratiempos en la posproducción. El elenco y el equipo trabajaron con grandes felinos reales, lo que provocó que 70 personas resultaran heridas durante la realización de la película. Más tarde, esta película fue considerada "La película más peligrosa jamás realizada".

## Biografía y carrera
Nació en Chicago con el nombre Noel Bangert. Marshall pasó su infancia en el sur de Chicago junto con sus once hermanos menores. Había desarrollado un interés por los animales cuando trabajaba durante el verano en el Zoológico de San Luis. Se mudó a Hollywood en la década de 1950 para trabajar en televisión.
Marshall también produjo carrocerías de automóviles de fibra de vidrio en esa misma década bajo su empresa Bangert Enterprises. En Hollywood, uno de sus clientes fue William Peter Blatty, quien escribió la novela El exorcista. Blatty llegó a un acuerdo con el productor Paul Monash para trabajar juntos en la adaptación cinematográfica, pero tuvieron discusiones sobre los cambios en el guion, por lo que Monash se fue y Marshall fue nombrado productor ejecutivo. También fue productor ejecutivo de Mr. Kingstreet's War y The Harrad Experiment (ambas de 1973).

### Roar
Como director, Marshall escribió, coprodujo y protagonizó la película Roar (1981), que giraba en torno a los grandes felinos y en la que aparecían su esposa Tippi Hedren, su hijastra Melanie Griffith y dos de sus hijos, John y Jerry. La idea de la película surgió cuando Hedren terminó de filmar Mr. Kingstreet's War en África. Tanto Marshall como Hedren vieron la casa de un guardabosques en Zimbabue invadida por leones y aprendieron sobre la importancia de concientizar acerca de las especies animales y de grandes felinos en peligro de extinción. Los dos concibieron una idea para una película en la que la familia podría participar y que se centraría en muchos animales felinos africanos. Marshall escribió el guion y le dio a la película un título provisional: Lions, Lions and More Lions. También convenció a inversores japoneses y británicos para que aportaran fondos para la película. Marshall y Hedren llamaron a entrenadores de animales para obtener ayuda con el entrenamiento de numerosos grandes felinos, y les dijeron que la idea era imposible, y que no podían permitir que hubiera grandes felinos en el set de filmación sin al menos dos entrenadores experimentados para cada animal. Hedren originalmente quería que el actor Jack Nicholson interpretara el papel del biólogo Hank, pero lo terminó rechazando debido a que no quería poner su vida en riesgo con animales salvajes, así que el propio Marshall decidió interpretar él mismo el papel.
La producción comenzó en Santa Mónica, California, en 1976; el rodaje de la película estaba previsto que durara seis meses, pero tardó 3 años en rodarse. Durante ese tiempo, Marshall y su familia comenzaron a albergar leones primero en su casa de Sherman Oaks, una propiedad que compró en Santa Clarita, y más tarde en Acton, California. El elenco animal llegó finalmente a 150 leones, tigres, leopardos, pumas, jaguares y elefantes. Roar estuvo plagado de accidentes debido a las lesiones infligidas al elenco y al equipo causadas por los animales. 70 personas resultaron heridas, entre ellos varios miembros del equipo de producción, su esposa, su hijastra, sus dos hijos y él mismo, lo que le dio a la película el título de "la película más peligrosa jamás realizada". Los ataques de los leones a Marshall durante las escenas pusieron en peligro su vida, debido a que sus heridas por los arañazos y las mordeduras de los leones se infectaron y más tarde le provocaron gangrena. Otros accidentes incluyeron una inundación causada por una presa rota, un incendio, equipos destruidos, problemas financieros y un virus felino que afectó a la mayoría de los grandes felinos.
Marshall utilizó el dinero que ganó en El Exorcista para ayudar a financiar la película, lo que llevó a algunos miembros del equipo a creer que estaba plagada por la "maldición de El Exorcista" debido a su asociación financiera. Después de dos años de producción, la mayoría de los financieros retiraron su dinero. Las finanzas impidieron que Marshall y su familia pudieran pagar la comida de los animales, y pagar los daños causados se convirtió en una carga. Los inversionistas dieron pagos de hasta un millón de dólares, pero esto apenas cubrió la deuda. Esto dio lugar a que vendieran sus cuatro casas para pagar la deuda y que todo el equipo de producción fuera despedido para compensar las pérdidas. Marshall y Hedren decidieron continuar la producción y terminar la película. Para ello, reconstruyeron los decorados que habían sido destruidos, y contrataron a otros miembros diferentes para el equipo de producción. El presupuesto de la película aumentó debido a todos los problemas anteriores, y costó 17 millones de dólares en total. Cuando finalmente se estrenó fuera de los Estados Unidos en 1981, recibió críticas negativas, y recaudó 2 millones de dólares en todo el mundo. Se proyectó tan sólo una semana en los cines.
Después del rodaje de Roar, todos los felinos utilizados fueron trasladados a la Reserva Shambala, fundada por Hedren. Además, Marshall nunca volvió a dirigir o actuar en otra película.

### Actividades posteriores
Marshall tenía previsto producir una adaptación cinematográfica de la novela biográfica Shadowland de 1978 de William Arnold, después de que Marie Yates, entonces agente literaria de Arnold, negociara un contrato cinematográfico con Marshall. Los derechos de la película, llamada Frances, fueron vendidos por Yates a Brooksfilms, la compañía productora de Mel Brooks. Arnold terminó presentando una demanda contra la empresa y el productor Jonathan Sanger por violación de derechos de autor. 
Una película posterior en la que Marshall también fue acreditado como productor fue A Night in the Life of Jimmy Reardon (1988), protagonizada por River Phoenix. Dejó el mundo del espectáculo para dirigir el marketing de una HMO en Florida. The Daily Beast informó que estaba trabajando en un guion de película antes de su muerte.

## Vida personal y muerte
Marshall y su primera esposa, Jaye Joseph Marshall, iniciaron juntos una agencia de talentos. Se divorciaron, y Marshall se casó con la actriz Tippi Hedren en 1964, habiendo sido previamente su agente y mánager.
Después de la producción de Roar, Marshall y Hedren se divorciaron en 1982. Hedren declaró que Marshall se volvía constantemente agresivo cuando peleaban, lo que la llevó a solicitar una orden de alejamiento contra él, declarando que no podía abusar físicamente de ella ni acercarse a menos de 20 pies de su casa. El hijo de Marshall, John, confirmaría que el divorcio se debió a los acontecimientos que ocurrieron durante la producción. Reflexionó sobre numerosos incidentes, incluido el trato que Marshall dio a Melanie Griffith. Recordó que el elenco tenía palabras de seguridad cuando la escena se volvía demasiado arriesgada, pero cuando Griffith usó las suyas, Marshall no escuchó y siguió filmando. En una entrevista de 2015 con Xfinity, estableció el trato de Marshall a su familia durante la filmación como la razón detrás del divorcio. John también dijo que detrás de escena, Marshall una vez le golpeó por enfrentarse a él, y le decía a Griffith que se olvidara de su ansiedad por los leones en lugar de tomar medidas para protegerla. John calificó a Marshall de "intenso", ya que a menudo se enojaba en el set de la película y gritaba al elenco, al equipo y a los cuidadores de animales cuando se arruinaba una toma. John explicó que el temperamento de Marshall se veía agravado por las horas que llevaba filmar escenas de grandes felinos que dependían de esperar a que los animales hicieran algo que pudiera incluirse en la película.
Marshall falleció el 30 de junio de 2010 en Santa Mónica, California, debido a cáncer.

## Filmografía
| Año  | Película                             | Papel/función                                     |
| ---- | ------------------------------------ | ------------------------------------------------- |
| 1965 | I'll Bet                             | Él mismo                                          |
| 1971 | Mister Kingstreet's War              | Productor                                         |
| 1973 | The Harrad Experiment                | Productor                                         |
| 1973 | El exorcista                         | Productor                                         |
| 1978 | The Merv Griffin Show                | Él mismo                                          |
| 1981 | Roar                                 | Hank (también fue director, productor y escritor) |
| 1982 | Blue Peter                           | Él mismo                                          |
| 1988 | A Night in the Life of Jimmy Reardon | Productor                                         |